# Ichneutica mollis
Ichneutica mollis là một loài bướm đêm trong họ Noctuidae. Nó được George Howes mô tả vào năm 1908 với danh pháp Melanchra mollis từ các mẫu vật được thu thập trong và xung quanh Otago và Southland. Đây là loài đặc hữu của New Zealand. Năm 2019, Robert J. B. Hoare đã công bố những nghiên cứu của mình về những loài bướm đêm ở New Zealand. Dựa trên kết quả của những nghiên cứu này, Hoare đã đặt loài này vào chi Ichneutica.